# クロバー

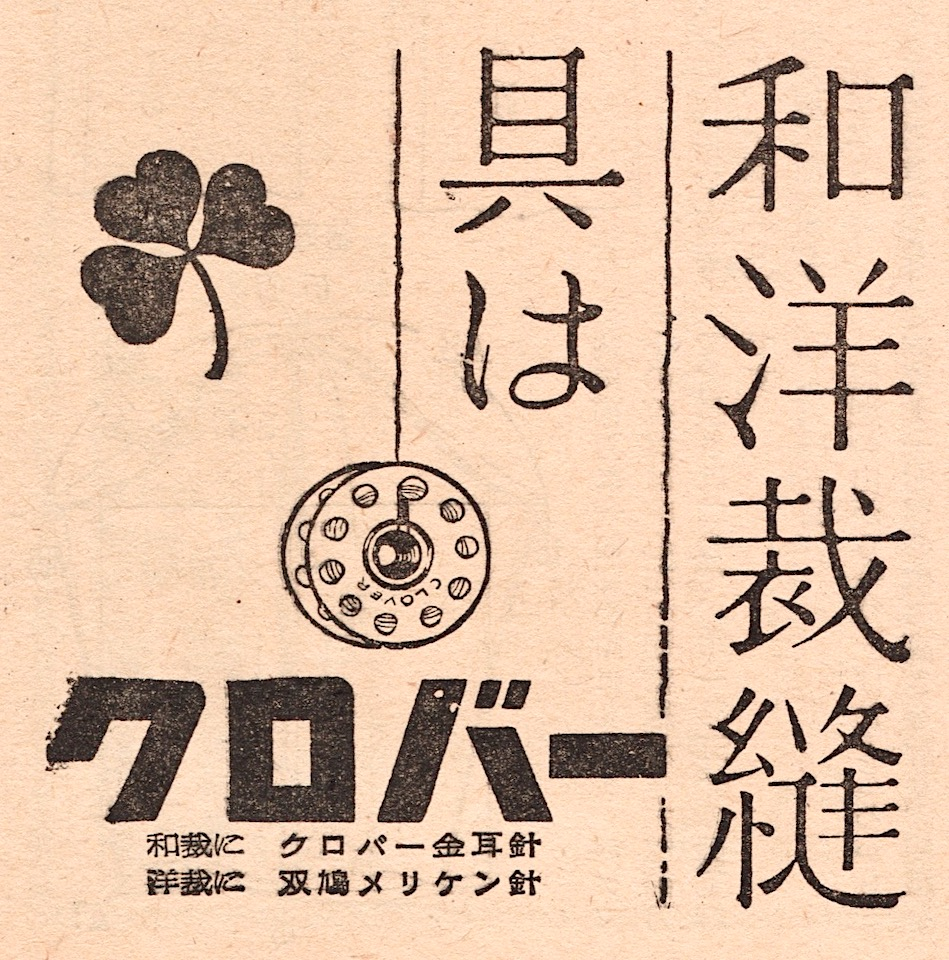
1956年のクロバーの広告

クロバー株式会社（CLOVER MFG Co.,Ltd.）は、大阪府大阪市東成区に本社を置く、手芸用品の製造販売をおこなう企業である。

## 会社概要
主に手芸・裁縫用品の販売を専業とする。縫い針や刺繍針では圧倒的なシェアを占める。近年では、ジャケット等のワンポイントデザインのコサージュでもシェアを伸ばしている。
社名のクロバーはクローバー（白詰草）のことで、創業時より用いている裁縫道具の商標をそのまま社名としたものである。
近年ではカフェブームの高まりに乗じて、期間限定企画として「Knit Cafe Knit Out 2009」を同年10月から11月まで表参道、原宿、青山の各カフェで開催した。今後もこの企画は開催が予定されている。

## 沿革
- 1925年10月 - 岡田敏雄が創業　岡田慶七商店
- 1947年  3月 - 株式会社岡田慶七商店として法人に改組
- 1958年  5月 - クロバー裁縫具株式会社に商号変更
- 1963年  3月 - 東京連絡所を開設
- 1964年  4月 - 本社新工場完成
- 7月 - クロバー株式会社に商号変更
- 1966年  9月 - 東京連絡所を移転し、東京営業所とする
- 1968年  4月 - 東大阪市吉田に工場新築竣工
- 玉造の旧本社工場あとを配送センターとする
- 1979年11月 - 札幌営業所を開設
- 1980年  3月 - 福岡営業所を開設
- 1991年10月 - 本社ビルを大阪市東成区中道3丁目15番5号（旧大阪物流センター跡地）に竣工し、移転
- 2000年  7月 - 東大阪事業所（大阪工場・中央物流センター）環境マネージメントシステム国際規格 ISO14001を認証取得
- 2007年  8月 - 東大阪事業所（中央物流センター）を大阪府東大阪市宝町に移転
- 2010年12月 - 東京営業所を東京都中央区日本橋馬喰町に竣工し移転

## 主な商品
- 縫い針、刺繍針、編み針
- 裁縫用品（メジャー・チャコ・ルレット・布切りはさみ・目打ちなど）
- 編み物用品
- キルト・パッチワーク用品
- ステンシル用品

## 海外現地法人
- CLOVER NEEDLECRAFT, INC.（アメリカ合衆国・カリフォルニア州）
- CLOVER EURO GmbH（ドイツ・ハンブルク）